# Região Geográfica Intermediária de Cascavel
A Região Geográfica Intermediária de Cascavel é uma das seis regiões intermediárias do estado brasileiro do Paraná e uma das 134 regiões intermediárias do Brasil, criadas pelo Instituto Brasileiro de Geografia e Estatística (IBGE) em 2017. É composta por 100 municípios, distribuídos em oito regiões geográficas imediatas.
Sua população total estimada pelo Instituto Brasileiro de Geografia e Estatística (IBGE) em 2024 é de 2.172.931 habitantes, distribuídos em uma área total de 44 711,218 km².
Cascavel é o município mais populoso da região intermediária, com 364.104 habitantes, de acordo com estimativas de 2024 do Instituto Brasileiro de Geografia e Estatística (IBGE).

## Regiões geográficas imediatas
| Região geográfica imediata                                        | Municípios | População Estimativa 2024 | Área (km²) |
| ----------------------------------------------------------------- | --- | ------------------------- | ---------- |
| Região Geográfica Imediata de Cascavel                            | Anahy Boa Vista da Aparecida Braganey Cafelândia Campo Bonito Capitão Leônidas Marques Cascavel Catanduvas Céu Azul Corbélia Diamante do Sul Diamante d'Oeste Guaraniaçu Ibema Iguatu Lindoeste Matelândia Nova Aurora Ramilândia Santa Lúcia Santa Tereza do Oeste Três Barras do Paraná Vera Cruz do Oeste        | 558 967                   | 11 209,114 |
| Região Geográfica Imediata de Foz do Iguaçu                       | Foz do Iguaçu Itaipulândia Medianeira Missal Santa Terezinha de Itaipu São Miguel do Iguaçu Serranópolis do Iguaçu | 420 887                   | 3 196,474  |
| Região Geográfica Imediata de Toledo                              | Assis Chateaubriand Formosa do Oeste Guaíra Iracema do Oeste Jesuítas Maripá Ouro Verde do Oeste Palotina Santa Helena São José das Palmeiras São Pedro do Iguaçu Terra Roxa Toledo Tupãssi | 326 634                   | 6 920,576  |
| Região Geográfica Imediata de Francisco Beltrão                   | Ampére Barracão Bela Vista da Caroba Bom Jesus do Sul Capanema Enéas Marques Flor da Serra do Sul Francisco Beltrão Manfrinópolis Marmeleiro Nova Esperança do Sudoeste Pérola d'Oeste Pinhal de São Bento Planalto Pranchita Realeza Renascença Salgado Filho Santa Izabel do Oeste Santo Antônio do Sudoeste Verê | 293 522                   | 5 990,961  |
| Região Geográfica Imediata de Pato Branco                         | Bom Sucesso do Sul Chopinzinho Clevelândia Coronel Domingos Soares Coronel Vivida Honório Serpa Itapejara d'Oeste Mangueirinha Mariópolis Palmas Pato Branco São João Saudade do Iguaçu Sulina Vitorino | 289 494                   | 9 264,700  |
| Região Geográfica Imediata de Laranjeiras do Sul-Quedas do Iguaçu | Espigão Alto do Iguaçu Laranjeiras do Sul Marquinho Nova Laranjeiras Porto Barreiro Quedas do Iguaçu Rio Bonito do Iguaçu Virmond | 108 085                   | 4 826,978  |
| Região Geográfica Imediata de Dois Vizinhos                       | Boa Esperança do Iguaçu Cruzeiro do Iguaçu Dois Vizinhos Nova Prata do Iguaçu Salto do Lontra São Jorge d'Oeste | 89 638                    | 1 777,134  |
| Região Geográfica Imediata de Marechal Cândido Rondon             | Entre Rios do Oeste Marechal Cândido Rondon Mercedes Nova Santa Rosa Pato Bragado Quatro Pontes | 85 704                    | 1 525,281  |
| Total                                                             | 100 | 2 172 931                 | 44 711,218 |